# Werner Weiß (Fußballspieler, 1935)
Werner Weiß (* 23. Oktober 1935) ist ein ehemaliger deutscher Fußballspieler.

## Laufbahn
Über die Stationen Buchholz 98 und Einigkeit Wilhelmsburg kam Werner Weiß zur Saison 1956/57 zu Concordia Hamburg in die damals erstklassige Fußball-Oberliga Nord. Beim Oberligaaufsteiger aus Marienthal debütierte er am 30. September 1956 bei einer 1:2-Heimniederlage gegen Eintracht Braunschweig in der Oberliga. „Cordi“ trat dabei im damals üblichen WM-System in der Angriffsformation mit Gustav-Adolf Rathmann, Weiß, Rolf Gronau, Günter Woitas und Günter Männel an. Die Schwarz-Roten belegten am Rundenende den 12. Rang und der Neuzugang aus Wilhelmsburg hatte zehn Spiele mit drei Toren absolviert. In seiner zweiten Saison bei „Cordi“, 1957/58, brachte er es auf 15 Einsätze mit fünf Toren und Concordia verbesserte sich unter Trainer Hans Rohde auf den sechsten Rang.
Zur Saison 1958/59 lief Weiß für den VfL Osnabrück auf. Unter Trainer Hellmut Meidt gehörte er mit 23 Ligaeinsätzen und sieben Toren der Stammbesetzung an. Mit Mitspielern wie Torhüter Horst Borcherding, Läufer Erwin Türk und den Angreifern Walter Bensmann und Theo Schönhöft platzierte sich der VfL auf den vierten Rang in der Oberliga Nord. Der „Fußball-Wanderer“ blieb aber nur eine Saison im Stadion an der Bremer Brücke und unterschrieb zur Saison 1959/60 einen neuen Vertrag bei Eintracht Braunschweig. Bei den Blau-Gelben spielte er unter Trainer Kurt Baluses keine große Rolle, er musste sich mit 12 Einsätzen und vier Toren beim Erreichen des achten Platzes begnügen. In seiner zweiten Braunschweiger Runde, 1960/61, gehörte er aber unter Trainer Hermann Lindemann mit 29 Ligaspielen und acht Toren der Stammelf an, die den neunten Rang belegte.
Im Sommer 1961 zog es ihn vom Norden nach Süddeutschland, er schloss sich dem SSV Reutlingen in der Fußball-Oberliga Süd an. Unter Trainer Georg Wurzer und an der Seite von Torhüter Karl Bögelein konnte er aber in seinen acht Ligaeinsätzen mit einem Treffer keine besonderen Spuren hinter lassen. Nach einer unbefriedigenden Runde zog es ihn zur Saison 1962/63 zu den Stuttgarter Kickers.    
Der Abwehrspieler absolvierte in der Saison 1963/64 insgesamt 10 Spiele für die Kickers in der Regionalliga Süd, der damals zweithöchsten deutschen Spielklasse. In der Saison 1964/65 soll er noch einen Regionalligaeinsatz beim Absteiger TSG Ulm 1846 gehabt haben.
Insgesamt wird Werner Weiß mit 97 Oberligaspielen und 27 Toren geführt, dazu noch 11 Regionalligaspiele.